# ジェフ・ダウンズ
ジェフ・ダウンズ（Geoff Downes、1952年8月25日 - ）は、イングランド出身のロックミュージシャン、キーボーディスト、音楽プロデューサー。
主にプログレッシブ・ロックの分野で活動。バグルス時代に楽曲「ラジオ・スターの悲劇」がヒット、その後結成した「エイジア」で世界的な成功を収める。2010年代から同国のトップグループ「イエス」に復帰した。

## 経歴

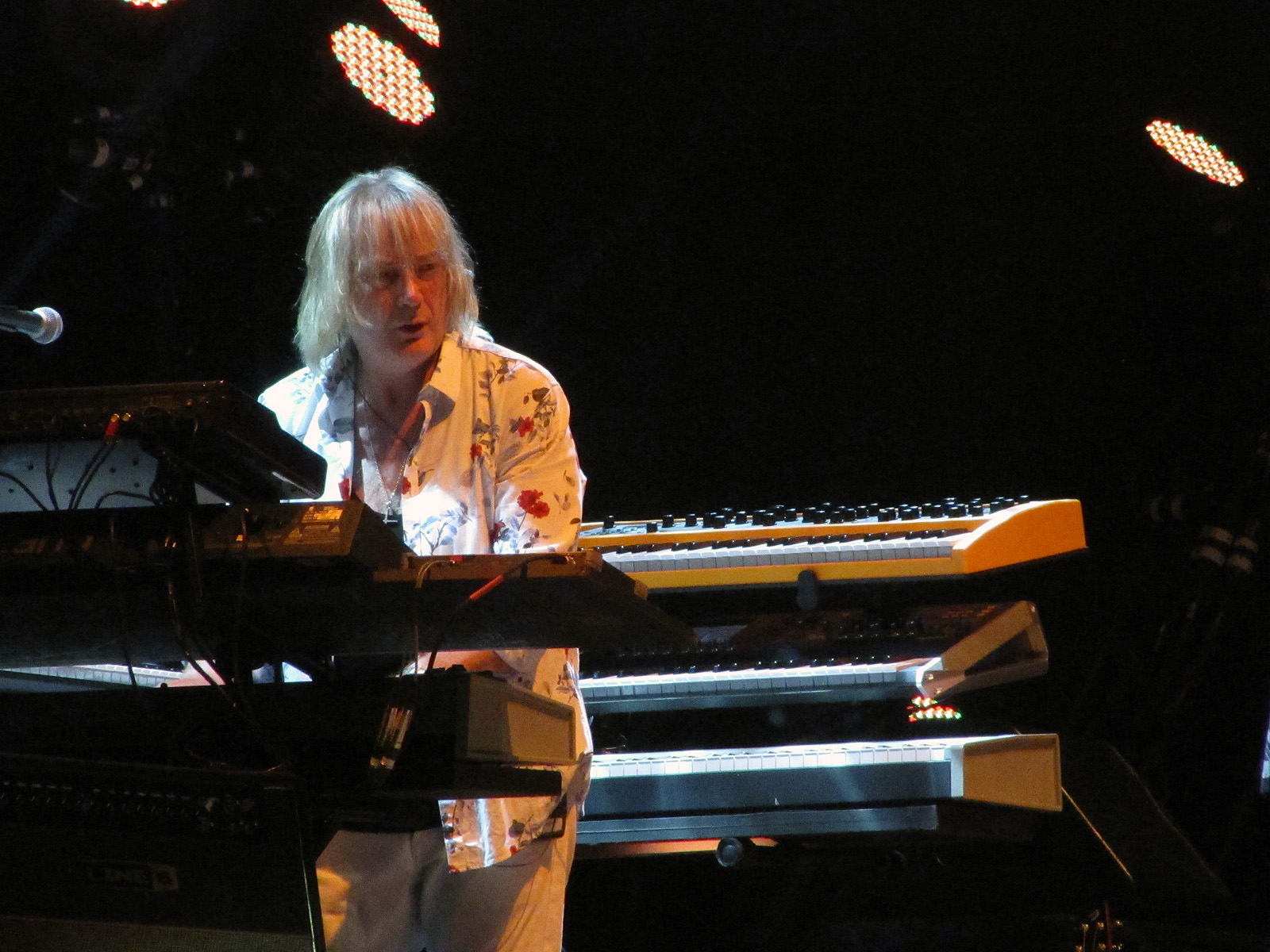
イエス - USA・トロント公演 (2013年4月)

1979年、「ラジオ・スターの悲劇」がヒットしたシンセポップ・バンド「バグルス」のメンバーとして音楽シーンに登場。その翌年、バグルスのもう一人のメンバーであるトレヴァー・ホーンと共に「イエス」に加入（イエスとバグルズが同じマネージメント事務所に所属していた関係があった）。
1980年にイエスのアルバム『ドラマ』でキーボードを担当。イエスのメンバーとして欧米をツアーするものの、翌年ツアー終了時にイエスは解散。
1981年、イエスの同僚だったスティーヴ・ハウや、ジョン・ウェットン、カール・パーマーと共に「エイジア」を結成。ファースト・アルバム及びシングル「ヒート・オブ・ザ・モーメント」が大ヒットする。その後、他のオリジナル・メンバーが次々に脱退し、ダウンズはエイジアの唯一のオリジナル・メンバーとして中心人物となった。
1986年、スティーヴ・ハウが参加した「GTR」のアルバムをプロデュース。
1998年、グレン・ヒューズと共作アルバムを発表。
2004年、23年ぶりに「バグルス」メンバーが集結し、チャリティー・コンサートに参加。
2005年、旧友ジョン・ウェットンとデュオ・ユニット「ウェットン/ダウンズ (Icon)」を結成し、アルバム『アイコン』を発表。
2007年、「エイジア」をオリジナル・ラインナップで再編成。
2010年、「バグルス」名義で初のフルライブを開催。
2011年、30年ぶりに「イエス」へ復帰。アルバム『フライ・フロム・ヒア』を発表し、ツアーに参加。
2012年、クリス・ブレイドとデュオ・プロジェクト「ダウンズ・ブレイド・アソシェイション」を結成し、アルバムを発表。
2017年、盟友のジョン・ウェットンが死去。これにより「エイジア」のオリジナル編成や、ユニット「Icon (ウェットン/ダウンズ)」の活動が不能となった。

## ディスコグラフィ

### ソロ・アルバム
- 『ザ・ライト・プログラム』 - The Light Program (1987年、Geffen) ※ニュー・ダンス・オーケストラ名義
- 『ヴォックス・ヒュマーナ』 - Vox Humana (1992年、JIMCO/Blueprint) ※ニュー・ダンス・オーケストラ名義
- 『エヴォリューション』 - Evolution (1996年、Blueprint)
- 『ザ・ワールド・サービス』 - The World Service (1999年、Blueprint) ※ニュー・ダンス・オーケストラ名義
- 『シャドウズ・アンド・リフレクションズ』 - Shadows & Reflections (2003年、Voiceprint)
- 『ザ・コレクション』 - The Collection (2003年) ※コンピレーション。ニュー・ダンス・オーケストラ名義
- Live at St. Cyprian's (2003年) ※ライブ
- 『ザ・ブリッジ』 - The Bridge (2006年、Blueprint) ※ニュー・ダンス・オーケストラ名義
- Electronica (2010年) ※ニュー・ダンス・オーケストラ名義 フィーチャリング・Anne-Marie Helder
- 『ライド・ザ・タイガー』 - Ride The Tiger (2015年、Manticore) ※with グレッグ・レイク

### バグルス
- 『ラジオ・スターの悲劇』 - The Age of Plastic (1979年、Island)
- 『モダン・レコーディングの冒険』 - Adventures in Modern Recording (1981年、Carrere/Polydor/CBS)

### イエス
スタジオ・アルバム
- 『ドラマ』 - Drama (1980年)
- 『フライ・フロム・ヒア』 - Fly from Here (2011年)
- 『ヘヴン&アース』 - Heaven & Earth (2014年)
- 『フライ・フロム・ヒア：リターン・トリップ』 - Fly from Here: Return Trip (2018年) ※2011年作をリミックスし、歌唱を元ボーカルのトレヴァー・ホーンが担当した作品
- 『ザ・クエスト』 - The Quest (2021年)

ライブ・アルバム
- 『ライヴ・イヤーズ』 - The Word is Live (2005年) ※1980年ツアーの数曲を収録
- 『“イエス・サード・アルバム”&“究極”完全再現ライヴ〜ライヴ・イン・ブリストル 2014』 - Like It Is: Yes at the Bristol Hippodrome (2014年)
- 『“危機”&“こわれもの”完全再現ライヴ〜ライヴ・イン・アリゾナ 2014』 - Like It Is: Yes at the Mesa Arts Center (2015年)
- 『“海洋地形学の物語”&“ドラマ”〜ライヴ・アクロス・アメリカ』 - Topographic Drama - Live Across America (2017年)
- 『50周年記念ライヴ』 - Yes 50 Live (2019年)
- The Royal Affair Tour: Live from Las Vegas (2020年)

### エイジア
- 『詠時感〜時へのロマン』 - Asia (1982年)
- 『アルファ』 - Alpha (1983年)
- 『アストラ』 - Astra (1985年)
- 『アクア』 - Aqua (1992年)
- 『天空のアリア』 - Aria (1994年)
- 『アリーナ』 - Arena (1996年)
- 『オーラ』 - Aura (2001年)
- 『サイレント・ネイション』 - Silent Nation (2004年)
- 『フェニックス』 - Phoenix (2008年)
- 『オメガ』 - Omega (2010年)
- 『XXX〜ロマンへの回帰』 - XXX (2012年)
- 『グラヴィタス〜荘厳なる刻』 - Gravitas (2014年)

### ヒューズ / ダウンズ
- 『ザ・ワーク・テープス』 - The Work Tapes (1998年) ※旧邦題『アーカイヴ・テイプス』

### ウェットン/ダウンズ (アイコン)
- Wetton Downes (1996年) ※デモ・アルバム
- 『ウェットン・ダウンズ』 - Wetton / Downes (2002年)
- 『アイコン』 - Icon (2005年)
- 『アイコン〜アコースティック・アルバム』 - Icon Acoustic TV Broadcast (2006年) ※ライブ
- 『ネヴァー・イン・ア・ミリオン・イヤーズ〜アイコン・ライヴ!』 - Icon Live - Never in a Million Years (2006年) ※ライブ
- 『ルビコン』 - Icon II: Rubicon (2006年)
- 『アイコン3』 - Icon 3 (2009年)
- Heat of the Rising Sun (2012年) ※ライブ
- 『アーバン・サールム〜ライヴ』 - Urban Psalm Live (2017年) ※ライブ

### ダウンズ・ブレイド・アソシェイション
- Pictures of You (2012年)
- Suburban Ghosts (2015年)
- Skyscraper Souls (2017年)
- Live in England (2019年) ※ライブ
- Halcyon Hymns (2021年)

### 参加アルバム
- トラピーズ : Welcome to the Real World (1993年)
- ホワイト : 『ホワイト』 - White (2004年)
- Various Artists : 『ザ・プログ・コレクティヴ』 - The Prog Collective (2012年)